# Petras Geniusas

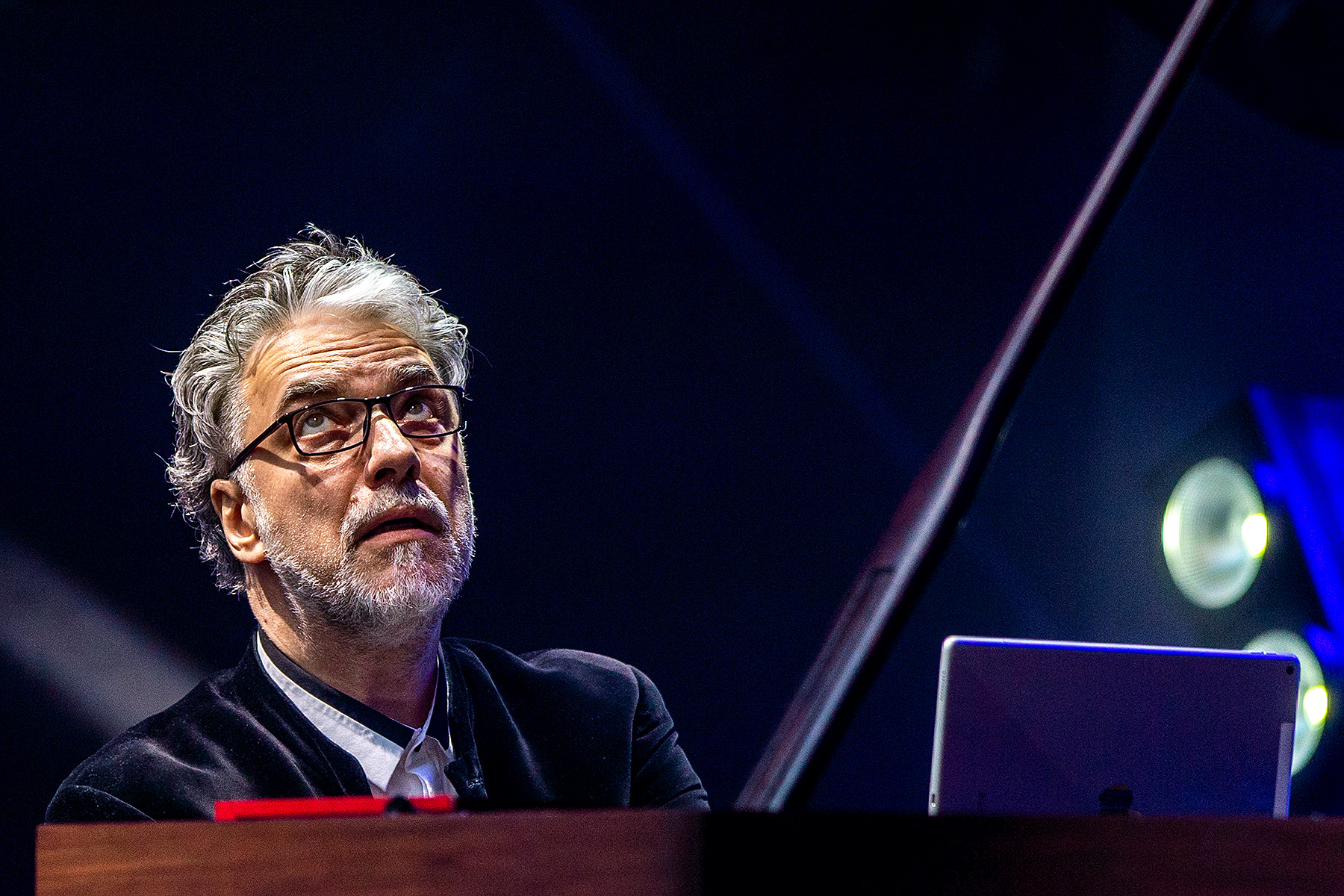

Petras Geniusas es un  pianista lituano. Ha trabajado con Alfred Schnittke, Bronius Kutavicius, Osvaldas Balakauskas y Leonid Desiatnikov. Algunos compositores le han dedicado varias de sus obras.
Como profesor, ha impartido clases en Tokio y Osaka, en las Swedish-Baltic Master Classes de la Academia Báltica y en la Royal Academy of Music de Londres. Geniusas tiene un puesto de enseñanza permanente en la Academia Lituana de Música y Teatro y en la Yamaha Primary Music School en Tokio. recibió el Premio Nacional de Lituania por sus habilidades concertísticas.